# Wereldkampioenschappen biatlon 2012
De wereldkampioenschappen biatlon 2012 werden van 1 tot en met 11 maart 2012 gehouden in Ruhpolding.
De resultaten van de wereldkampioenschappen telden ook mee voor de wereldbeker.

## Wedstrijdschema
| Datum    | Tijd          | Mannen             | Vrouwen            |
| -------- | ------------- | ------------------ | ------------------ |
| 1 maart  | 15:30         | Gemengde estafette | Gemengde estafette |
| 3 maart  | 12:30 / 15:30 | Sprint             | Sprint             |
| 4 maart  | 13:15 / 16:00 | Achtervolging      | Achtervolging      |
| 6 maart  | 15:15         | Individueel        |                    |
| 7 maart  | 15:15         |                    | Individueel        |
| 9 maart  | 15:15         | Estafette          |                    |
| 10 maart | 15:15         |                    | Estafette          |
| 11 maart | 13:30 / 16:00 | Massastart         | Massastart         |

## Medailles

### Mannen
| Onderdeel             | Goud | Goud                                                              | Zilver | Zilver                                                            | Brons | Brons                                                       |
| --------------------- | ---- | ----------------------------------------------------------------- | ------ | ----------------------------------------------------------------- | ----- | ----------------------------------------------------------- |
| 20 km individueel     | SLO  | Jakov Fak                                                         | FRA    | Simon Fourcade                                                    | CZE   | Jaroslav Soukup                                             |
| 10 km sprint          | FRA  | Martin Fourcade                                                   | NOR    | Emil Hegle Svendsen                                               | SWE   | Carl Johan Bergman                                          |
| 12,5 km achtervolging | FRA  | Martin Fourcade                                                   | SWE    | Carl Johan Bergman                                                | RUS   | Anton Sjipoelin                                             |
| 15 km massastart      | FRA  | Martin Fourcade                                                   | SWE    | Björn Ferry                                                       | SWE   | Fredrik Lindström                                           |
| 4×7,5 km estafette    | NOR  | Ole Einar Bjørndalen Rune Bratsveen Tarjei Bø Emil Hegle Svendsen | FRA    | Jean-Guillaume Béatrix Simon Fourcade Alexis Bœuf Martin Fourcade | GER   | Simon Schempp Andreas Birnbacher Michael Greis Arnd Peiffer |

### Vrouwen
| Onderdeel           | Goud | Goud                                                        | Zilver | Zilver                                                             | Brons | Brons                                                |
| ------------------- | ---- | ----------------------------------------------------------- | ------ | ------------------------------------------------------------------ | ----- | ---------------------------------------------------- |
| 15 km individueel   | NOR  | Tora Berger                                                 | FRA    | Marie-Laure Brunet                                                 | SWE   | Helena Ekholm                                        |
| 7,5 km sprint       | GER  | Magdalena Neuner                                            | BLR    | Darja Domratsjeva                                                  | UKR   | Vita Semerenko                                       |
| 10 km achtervolging | BLR  | Darja Domratsjeva                                           | GER    | Magdalena Neuner                                                   | RUS   | Olga Viloechina                                      |
| 12,5 km massastart  | NOR  | Tora Berger                                                 | FRA    | Marie-Laure Brunet                                                 | FIN   | Kaisa Mäkäräinen                                     |
| 4×6 km estafette    | GER  | Tina Bachmann Magdalena Neuner Miriam Gössner Andrea Henkel | FRA    | Marie-Laure Brunet Sophie Boilley Anaïs Bescond Marie Dorin Habert | NOR   | Fanny Horn Elise Ringen Synnøve Solemdal Tora Berger |

### Gemengd
| Onderdeel          | Goud | Goud                                                                  | Zilver | Zilver                                            | Brons | Brons                                                          |
| ------------------ | ---- | --------------------------------------------------------------------- | ------ | ------------------------------------------------- | ----- | -------------------------------------------------------------- |
| Gemengde estafette | NOR  | Tora Berger Synnøve Solemdal Ole Einar Bjørndalen Emil Hegle Svendsen | SLO    | Andreja Mali Teja Gregorin Klemen Bauer Jakov Fak | GER   | Andrea Henkel Magdalena Neuner Andreas Birnbacher Arnd Peiffer |

### Medailleklassement
| Plaats | Land        | Goud | Zilver | Brons | Totaal |
| 1      | Noorwegen   | 4    | 1      | 1     | 6      |
| 2      | Frankrijk   | 3    | 5      | 0     | 8      |
| 3      | Duitsland   | 2    | 1      | 2     | 5      |
| 4      | Slovenië    | 1    | 1      | 0     | 2      |
| 4      | Wit-Rusland | 1    | 1      | 0     | 2      |
| 6      | Zweden      | 0    | 2      | 3     | 5      |
| 7      | Rusland     | 0    | 0      | 2     | 2      |
| 8      | Finland     | 0    | 0      | 1     | 1      |
| 8      | Oekraïne    | 0    | 0      | 1     | 1      |
| 8      | Tsjechië    | 0    | 0      | 1     | 1      |
| Totaal | Totaal      | 11   | 11     | 11    | 33     |

## Uitslagen

### Individueel
| 20 km mannen | 20 km mannen        | 20 km mannen | 20 km mannen  | 20 km mannen |
| #            | Naam                | Land         | Straf         | Tijd         |
| ------------ | ------------------- | ------------ | ------------- | ------------ |
| Goud         | Jakov Fak           | SLO          | 0 – 0 – 0 – 1 | 46.48,2      |
| Zilver       | Simon Fourcade      | FRA          | 0 – 0 – 1 – 0 | + 7,0        |
| Brons        | Jaroslav Soukup     | CZE          | 0 – 1 – 0 – 0 | + 12,3       |
| 4            | Andreas Birnbacher  | GER          | 0 – 0 – 0 – 1 | + 13,1       |
| 5            | Klemen Bauer        | SLO          | 0 – 0 – 0 – 1 | + 16,6       |
| 6            | Michal Šlesingr     | CZE          | 0 – 0 – 1 – 0 | + 25,1       |
| 7            | Arnd Peiffer        | GER          | 0 – 0 – 0 – 2 | + 36,5       |
| 8            | Emil Hegle Svendsen | NOR          | 1 – 1 – 0 – 0 | + 49,2       |
| 9            | Sergej Novikov      | BLR          | 0 – 0 – 0 – 0 | + 49,8       |
| 10           | Fredrik Lindström   | SWE          | 0 – 1 – 0 – 0 | + 52,0       |

| 15 km vrouwen | 15 km vrouwen      | 15 km vrouwen | 15 km vrouwen | 15 km vrouwen |
| #             | Naam               | Land          | Straf         | Tijd          |
| ------------- | ------------------ | ------------- | ------------- | ------------- |
| Goud          | Tora Berger        | NOR           | 1 – 0 – 0 – 0 | 42.30,0       |
| Zilver        | Marie-Laure Brunet | FRA           | 0 – 0 – 0 – 1 | + 56,4        |
| Brons         | Helena Ekholm      | SWE           | 1 – 0 – 0 – 0 | + 1.11,1      |
| 4             | Marie Dorin Habert | FRA           | 0 – 1 – 0 – 0 | + 1.14,7      |
| 5             | Susan Dunklee      | USA           | 0 – 1 – 0 – 0 | + 1.18,2      |
| 6             | Olga Zajtseva      | RUS           | 0 – 1 – 1 – 0 | + 1.26,1      |
| 7             | Svetlana Sleptsova | RUS           | 0 – 0 – 1 – 0 | + 2.01,0      |
| 8             | Olga Viloechina    | RUS           | 2 – 0 – 0 – 0 | + 2.12,2      |
| 9             | Michela Ponza      | ITA           | 0 – 0 – 0 – 0 | + 2.13,7      |
| 10            | Anastasiya Kuzmina | SVK           | 1 – 0 – 1 – 1 | + 2.27,8      |

### Sprint
| 10 km mannen | 10 km mannen        | 10 km mannen | 10 km mannen | 10 km mannen |
| #            | Naam                | Land         | Straf        | Tijd         |
| ------------ | ------------------- | ------------ | ------------ | ------------ |
| Goud         | Martin Fourcade     | FRA          | 1 – 1        | 24.18,6      |
| Zilver       | Emil Hegle Svendsen | NOR          | 1 – 1        | + 15,1       |
| Brons        | Carl Johan Bergman  | SWE          | 0 – 0        | + 17,7       |
| 4            | Daniel Mesotitsch   | AUT          | 0 – 0        | + 27,1       |
| 5            | Simon Fourcade      | FRA          | 2 – 0        | + 35,4       |
| 6            | Fredrik Lindström   | SWE          | 0 – 1        | + 35,6       |
| 7            | Björn Ferry         | SWE          | 0 – 0        | + 41,9       |
| 8            | Markus Windisch     | ITA          | 0 – 0        | + 45,9       |
| 9            | Alexis Bœuf         | FRA          | 1 – 1        | + 58,6       |
| 10           | Tim Burke           | USA          | 0 – 1        | + 58,8       |

| 7,5 km vrouwen | 7,5 km vrouwen     | 7,5 km vrouwen | 7,5 km vrouwen | 7,5 km vrouwen |
| #              | Naam               | Land           | Straf          | Tijd           |
| -------------- | ------------------ | -------------- | -------------- | -------------- |
| Goud           | Magdalena Neuner   | GER            | 0 – 0          | 21.07,0        |
| Zilver         | Darja Domratsjeva  | BLR            | 0 – 0          | + 15,2         |
| Brons          | Vita Semerenko     | UKR            | 0 – 0          | + 37,6         |
| 4              | Helena Ekholm      | SWE            | 0 – 0          | + 44,9         |
| 5              | Marie-Laure Brunet | FRA            | 0 – 0          | + 46,7         |
| 6              | Tora Berger        | NOR            | 0 – 1          | + 52,4         |
| 7              | Svetlana Sleptsova | RUS            | 0 – 0          | + 1.03,5       |
| 8              | Olga Viloechina    | RUS            | 0 – 0          | + 1.05,3       |
| 9              | Marie Dorin Habert | FRA            | 0 – 1          | + 1.13,5       |
| 10             | Anastasiya Kuzmina | SVK            | 1 – 1          | + 1.19,8       |

### Achtervolging
| 12,5 km mannen | 12,5 km mannen      | 12,5 km mannen | 12,5 km mannen | 12,5 km mannen |
| #              | Naam                | Land           | Straf          | Tijd           |
| -------------- | ------------------- | -------------- | -------------- | -------------- |
| Goud           | Martin Fourcade     | FRA            | 1 – 1 – 0 – 2  | 33.39,4        |
| Zilver         | Carl Johan Bergman  | SWE            | 0 – 1 – 1 – 0  | + 5,2          |
| Brons          | Anton Sjipoelin     | RUS            | 1 – 0 – 0 – 0  | + 22,1         |
| 4              | Daniel Mesotitsch   | AUT            | 0 – 0 – 1 – 1  | + 28,4         |
| 5              | Emil Hegle Svendsen | NOR            | 1 – 1 – 0 – 2  | + 45,4         |
| 6              | Simon Fourcade      | FRA            | 1 – 1 – 0 – 1  | + 53,0         |
| 7              | Tarjei Bø           | NOR            | 2 – 0 – 0 – 1  | + 59,3         |
| 8              | Jakov Fak           | SLO            | 0 – 0 – 1 – 2  | + 1.06,2       |
| 9              | Simon Schempp       | GER            | 0 – 2 – 0 – 0  | + 1.06,7       |
| 10             | Fredrik Lindström   | SWE            | 1 – 3 – 0 – 0  | + 1.11,5       |

| 10 km vrouwen | 10 km vrouwen      | 10 km vrouwen | 10 km vrouwen | 10 km vrouwen |
| #             | Naam               | Land          | Straf         | Tijd          |
| ------------- | ------------------ | ------------- | ------------- | ------------- |
| Goud          | Darja Domratsjeva  | BLR           | 0 – 1 – 1 – 0 | 29.39,6       |
| Zilver        | Magdalena Neuner   | GER           | 0 – 1 – 0 – 2 | + 25,1        |
| Brons         | Olga Viloechina    | RUS           | 0 – 0 – 1 – 0 | + 1.15,4      |
| 4             | Tora Berger        | NOR           | 1 – 0 – 1 – 1 | + 1.25,8      |
| 5             | Helena Ekholm      | SWE           | 1 – 0 – 1 – 0 | + 1.28,3      |
| 6             | Marie-Laure Brunet | FRA           | 0 – 0 – 1 – 1 | + 1.31,1      |
| 7             | Olga Zajtseva      | RUS           | 0 – 0 – 1 – 0 | + 1.58,6      |
| 8             | Vita Semerenko     | UKR           | 1 – 0 – 1 – 1 | + 2.05,7      |
| 9             | Marie Dorin Habert | FRA           | 1 – 0 – 0 – 0 | + 2.18,3      |
| 10            | Anna Maria Nilsson | SWE           | 0 – 0 – 0 – 0 | + 2.22,3      |

### Massastart
| 15 km mannen | 15 km mannen         | 15 km mannen | 15 km mannen  | 15 km mannen |
| #            | Naam                 | Land         | Straf         | Tijd         |
| ------------ | -------------------- | ------------ | ------------- | ------------ |
| Goud         | Martin Fourcade      | FRA          | 0 – 1 – 1 – 0 | 38.25,4      |
| Zilver       | Björn Ferry          | SWE          | 0 – 0 – 0 – 0 | + 3,0        |
| Brons        | Fredrik Lindström    | SWE          | 0 – 1 – 1 – 0 | + 3,4        |
| 4            | Andreas Birnbacher   | GER          | 0 – 0 – 0 – 1 | + 4,6        |
| 5            | Simon Fourcade       | FRA          | 1 – 0 – 1 – 0 | + 9,8        |
| 6            | Carl Johan Bergman   | SWE          | 0 – 0 – 1 – 0 | + 13,6       |
| 7            | Arnd Peiffer         | GER          | 0 – 0 – 1 – 1 | + 20,3       |
| 8            | Ole Einar Bjørndalen | NOR          | 0 – 0 – 1 – 1 | + 24,0       |
| 9            | Jevgeni Garanitsjev  | RUS          | 0 – 0 – 0 – 1 | + 26,8       |
| 10           | Jevgeni Oestjoegov   | RUS          | 2 – 0 – 0 – 0 | + 34,4       |

| 12,5 km vrouwen | 12,5 km vrouwen              | 12,5 km vrouwen | 12,5 km vrouwen | 12,5 km vrouwen |
| #               | Naam                         | Land            | Straf           | Tijd            |
| --------------- | ---------------------------- | --------------- | --------------- | --------------- |
| Goud            | Tora Berger                  | NOR             | 0 – 0 – 1 – 0   | 35.41,6         |
| Zilver          | Marie-Laure Brunet           | FRA             | 0 – 0 – 0 – 1   | + 8,1           |
| Brons           | Kaisa Mäkäräinen             | FIN             | 0 – 0 – 0 – 1   | + 12,7          |
| 4               | Tina Bachmann                | GER             | 0 – 1 – 0 – 1   | + 42,4          |
| 5               | Darja Domratsjeva            | BLR             | 1 – 0 – 2 – 2   | + 55,6          |
| 6               | Marie Dorin Habert           | FRA             | 0 – 0 – 1 – 0   | + 58,9          |
| 7               | Vita Semerenko               | UKR             | 0 – 1 – 0 – 0   | + 1.00,0        |
| 8               | Anastasiya Kuzmina           | SVK             | 1 – 1 – 0 – 1   | + 1.01,9        |
| 9               | Weronika Nowakowska-Ziemniak | POL             | 0 – 0 – 1 – 1   | + 1.03,3        |
| 10              | Magdalena Neuner             | GER             | 1 – 1 – 1 – 3   | + 1.10,4        |

### Estafette
| 4×7,5 km mannen | 4×7,5 km mannen                                                      | 4×7,5 km mannen | 4×7,5 km mannen                         | 4×7,5 km mannen |
| #               | Naam                                                                 | Land            | Straf                                   | Tijd            |
| --------------- | -------------------------------------------------------------------- | --------------- | --------------------------------------- | --------------- |
| Goud            | Ole Einar Bjørndalen Rune Bratsveen Tarjei Bø Emil Hegle Svendsen    | NOR             | 0+0 – 1+3 0+1 – 0+2 0+1 – 0+1 0+0 – 0+0 | 1:17.26,8       |
| Zilver          | Jean-Guillaume Béatrix Simon Fourcade Alexis Bœuf Martin Fourcade    | FRA             | 0+1 – 0+1 0+1 – 0+0 0+2 – 0+3           | + 27,9          |
| Brons           | Simon Schempp Andreas Birnbacher Michael Greis Arnd Peiffer          | GER             | 0+0 – 0+1 0+1 – 0+3 0+2 – 0+0 0+1 – 0+2 | + 53,0          |
| 4               | Christian De Lorenzi Markus Windisch Dominik Windisch Lukas Hofer    | ITA             | 0+2 – 0+1 0+1 – 0+2 0+2 – 0+1 0+0 – 0+1 | + 1.28,9        |
| 5               | Simon Eder Christoph Sumann Daniel Mesotitsch Dominik Landertinger   | AUT             | 0+0 – 0+0 0+1 – 0+0 0+0 – 0+0 0+0 – 0+2 | + 1.38,9        |
| 6               | Anton Sjipoelin Andrej Makovejev Jevgeni Garanitsjev Dmitri Malysjko | RUS             | 0+1 – 0+1 0+2 – 1+3 0+3 – 0+0           | + 1.44,1        |
| 7               | Ivan Joller Benjamin Weger Claudio Böckli Simon Hallenbarter         | SUI             | 0+2 – 0+2 0+2 – 0+0 0+3 – 0+3 0+0 – 0+1 | + 2.00,4        |
| 8               | Sergij Semenov Sergij Sednev Roman Pryma Andrij Deryzemlja           | UKR             | 0+0 – 0+0 0+0 – 0+3 0+1 – 0+2           | + 2.26,8        |
| 9               | Michal Šlesingr Zdeněk Vítek Jaroslav Soukup Ondřej Moravec          | CZE             | 0+1 – 0+2 0+0 – 3+3 0+0 – 0+1 0+1 – 0+1 | + 2.48,2        |
| 10              | Lowell Bailey Jay Hakkinen Tim Burke Leif Nordgren                   | USA             | 0+0 – 0+1 0+3 – 0+3 0+2 – 0+2 0+0 – 0+3 | + 3.06,1        |

| 4×6 km vrouwen | 4×6 km vrouwen                                                                 | 4×6 km vrouwen | 4×6 km vrouwen                          | 4×6 km vrouwen |
| #              | Naam                                                                           | Land           | Straf                                   | Tijd           |
| -------------- | ------------------------------------------------------------------------------ | -------------- | --------------------------------------- | -------------- |
| Goud           | Tina Bachmann Magdalena Neuner Miriam Gössner Andrea Henkel                    | GER            | 0+1 – 0+0 0+3 – 1+3 0+2 – 0+1 0+0 – 0+0 | 1:09.33,0      |
| Zilver         | Marie-Laure Brunet Sophie Boilley Anaïs Bescond Marie Dorin Habert             | FRA            | 0+1 – 0+0 0+1 – 0+2 0+1 – 0+1           | + 28,5         |
| Brons          | Fanny Horn Elise Ringen Synnøve Solemdal Tora Berger                           | NOR            | 0+1 – 0+3 0+1 – 0+2 0+1 – 0+3 0+1 – 0+0 | + 39,5         |
| 4              | Nadezjda Skardino Ljoedmila Kalintsjik Nastassia Doebarezava Darja Domratsjeva | BLR            | 0+0 – 0+2 0+0 – 0+0 0+1 – 0+3 0+0 – 0+0 | + 41,2         |
| 5              | Jenny Jonsson Anna Maria Nilsson Anna-Karin Strömstedt Helena Ekholm           | SWE            | 0+0 – 0+0 0+1 – 0+1 0+1 – 0+0           | + 1.05,2       |
| 6              | Natalja Boerdyga Valj Semerenko Vita Semerenko Olena Pidhroesjna               | UKR            | 0+1 – 0+3 0+0 – 0+2 0+0 – 0+0 0+2 – 0+0 | + 1.20,5       |
| 7              | Svetlana Sleptsova Olga Zajtseva Anna Bogali-Titovets Olga Viloechina          | RUS            | 0+2 – 0+1 0+1 – 0+1 0+0 – 0+3 0+2 – 0+1 | + 1.34,0       |
| 8              | Jana Gereková Anastasiya Kuzmina Martina Chrapánová Paulina Fialková           | SVK            | 0+0 – 0+0 0+0 – 0+2 0+0 – 0+1 0+0 – 1+3 | + 3.11,1       |
| 9              | Krystyna Pałka Weronika Nowakowska-Ziemniak Magdalena Gwizdoń Agnieszka Cyl    | POL            | 0+1 – 0+1 0+1 – 0+2 0+0 – 1+3 0+2 – 0+2 | + 3.46,7       |
| 10             | Veronika Vítková Barbora Tomešová Veronika Zvařičová Jitka Landová             | CZE            | 0+1 – 0+2 0+2 – 0+3 0+1 – 0+2 0+0 – 0+1 | + 3.50,8       |

### Gemengde estafette
| 2×6 km vrouwen + 2×7,5 km mannen | 2×6 km vrouwen + 2×7,5 km mannen                                      | 2×6 km vrouwen + 2×7,5 km mannen | 2×6 km vrouwen + 2×7,5 km mannen        | 2×6 km vrouwen + 2×7,5 km mannen |
| #                                | Naam                                                                  | Land                             | Straf                                   | Tijd                             |
| -------------------------------- | --------------------------------------------------------------------- | -------------------------------- | --------------------------------------- | -------------------------------- |
| Goud                             | Tora Berger Synnøve Solemdal Ole Einar Bjørndalen Emil Hegle Svendsen | NOR                              | 0+0 – 0+0 0+1 – 0+3 0+2 – 1+3 0+0 – 0+2 | 1:12.29,3                        |
| Zilver                           | Andreja Mali Teja Gregorin Klemen Bauer Jakov Fak                     | SLO                              | 0+1 – 0+0 0+3 – 0+2 0+0 – 0+0           | + 20,2                           |
| Brons                            | Andrea Henkel Magdalena Neuner Andreas Birnbacher Arnd Peiffer        | GER                              | 0+2 – 0+1 0+1 – 0+2 0+0 – 0+0 0+1 – 1+3 | + 32,8                           |
| 4                                | Anna Maria Nilsson Helena Ekholm Björn Ferry Fredrik Lindström        | SWE                              | 0+1 – 0+2 0+0 – 0+0 0+2 – 0+1 0+1 – 0+2 | + 1.00,0                         |
| 5                                | Olga Viloechina Olga Zajtseva Dmitri Malysjko Anton Sjipoelin         | RUS                              | 0+0 – 0+0 0+0 – 0+2 0+1 – 0+1 0+1 – 0+0 | + 1.27,7                         |
| 6                                | Nadezjda Skardino Darja Domratsjeva Sergej Novikov Jevgeni Abramenko  | BLR                              | 0+0 – 0+1 0+2 – 0+2 0+0 – 0+0 0+1 – 0+1 | + 1.52,9                         |
| 7                                | Jana Gereková Anastasiya Kuzmina Matej Kazár Dušan Šimočko            | SVK                              | 0+0 – 0+2 0+2 – 0+1 0+3 – 0+1 0+1 – 0+0 | + 1.56,3                         |
| 8                                | Veronika Vitková Barbora Tomešová Ondřej Moravec Michal Šlesingr      | CZE                              | 0+2 – 0+1 0+2 – 0+0 0+3 – 0+3 0+1 – 0+2 | + 1.56,4                         |
| 9                                | Michela Ponza Katja Haller Markus Windisch Lukas Hofer                | ITA                              | 0+1 – 0+0 0+3 – 0+2 0+1 – 0+0           | + 1.57,1                         |
| 10                               | Elisa Gasparin Selina Gasparin Benjamin Weger Simon Hallenbarter      | SUI                              | 0+1 – 0+1 0+1 – 0+2 0+2 – 0+2 0+2 – 0+0 | + 2.25,6                         |